# Kompromat
Trong văn hóa Nga, kompromat, viết tắt của "tài liệu thỏa hiệp" (tiếng Nga: компрометирующий материал), là những thông tin bất lợi về một chính trị gia, doanh nhân hoặc nhân vật của công chúng khác, được sử dụng để tạo dư luận tiêu cực, cũng như để tống tiền. Kompromat có thể được mua lại từ các dịch vụ khác nhau hoặc được giả mạo hoàn toàn, sau đó được công bố bởi một nhân viên quan hệ công chúng. Sử dụng rộng rãi kompromat đã là một trong những đặc điểm tiêu biểu của chính trị Nga và các quốc gia hậu Xô Viết khác.